# あばれ花組
『あばれ花組』（あばれはなぐみ）は、原作・森伸一郎、漫画・押山雄一による日本の漫画作品。『月刊少年ジャンプ』（集英社）に1987年から1992年まで連載されていた。単行本は全19巻。電子書籍版はぶんか社より配信されている。ジャンルはヤンキー漫画。

## あらすじ
本作の主人公の2人組（花咲青児と桜竜次。通称、花組。）の中学入学から卒業までの3年間を描く。

## 登場人物

### 池名井中学校（いけないちゅうがっこう）
花組の通う中学。2年生からは成績順のクラス編成となる。通称は池中。
花咲 青児（はなさき せいじ）
中学1年時は6組。2年時はF組。後述の桜竜次と2人組で、通称花組。全日本チビッ子剣道大会優勝。
当初、剣道は小学校で卒業したと言っていたが、愛原瞳が入部したことを知り、即座に剣道部に入部した。
桜 竜次（さくら りゅうじ）
中学1年時は6組。2年時はF組。前述の花咲青児と2人組で、通称花組。全日本チビッ子剣道大会準優勝。番長のポストに執着がある。
年齢のわりに、歌謡曲には興味がなく、広沢虎造の森の石松等の浪曲ファン。
愛原 瞳（あいはら ひとみ）
中学1年時は6組。2年時はA組。入学当初から花咲青児に惚れられる。成績優秀な優等生で、性格も良く、花組を庇うことが多い。クラブ活動は剣道部。
立花 政子（たちばな まさこ）
中学1年時は6組。愛原瞳の親友。当初は花咲に思いを寄せている。
父親は、病院（立花医院）を経営しているが、新聞に3億円の脱税記事を掲載され、そのことをきっかけに不良になり、一時期は後述の暴走族WANTEDにも所属したことがある。
轟 宗一（とどろき そういち）
花組の先輩。合唱部（通称、轟組）部長で、本人は否定しているが池名井中学の頭とする生徒も存在する。
必殺の右パンチは、一撃で黒板をも破壊する力を持ち、恐れられている。錦城との喧嘩で左目をナイフで潰され、中学2年生を留年している。
錦城 拓也（きんじょう たくや）
池名井中学3年で、池名井中学の頭。暴走族WANTEDに所属し、校内でステッカーをさばく。
ナイフを武器に、一度は花組の2人を叩きのめすも、怒った花咲に倒される。
宍戸 剛（ししど たけし）
2年4組。柔道部一の猛者。WANTEDを除名された錦城を叩きのめし、花組も叩きのめそうと画策するが、桜とのタイマンに敗れる。
浜（はま）
花組の幼馴染。黒白中学および青嵐高校の万引きグループに所属し、CD等の窃盗を行う。花組に諭され、グループを抜ける決意をする。
鬼山（おにやま）
池名井中学校教諭。剣道部顧問。全日本剣道選手権3位。
当初は花組の2人を敵視するが、剣道の試合を通じ、花組の2人がただの不良ではないことを理解し、その後は良き理解者となる。
山崎 由利（やまざき ゆり）
2年からの転校生。かなりの美形。
泉谷 茂雄（いずみや しげお）
花組の1年後輩。地雷夜初代総長の矢沢のバンド仲間。入学早々、花組と喧嘩し、鉛を握ってではあるが竜次を一撃で叩きのめした。
竹田（たけだ）
花組の2年次のクラスメート。喧嘩の実力は高くないが、校内で喫煙する等の行動を取る。
吉倉（よしくら）
花組の2年次のクラスメート。前述の竹田と仲が良く、行動を共にしている。
沼田（ぬまた）
花組が2年進級時に赴任してきた新任の教師。赴任当初は生活指導に力を入れており、校則違反の生徒の髪を、強制的に丸刈りにする等の指導を行うが、花組との衝突を危惧した鬼山の偽情報により、自らの頭髪を金髪とし、花組との接近を図る。憎めない性格。
橋本 弘司（はしもと ひろし）
花組の同級生。生徒会長になるため、様々な罠を画策し、花組等不良生徒の追放を図る。成績は優秀で、5歳の時から始めたという薙刀の腕前も相当なもの。母親が顧問をしている伝統高校の薙刀部で練習し、伝統高校より誘いを受けるも、卑劣な策略を花組に看破され、伝統高校への出入りも禁止される。最後は、竹田や吉倉の使い走りとなった。
梶井 満（かじい みつる）
花組の同級生。前述の橋本弘司の友人であり、薙刀も共に練習している。生徒会長選挙では選挙参謀を務めたが、橋本との策略を花組に看破され、道場で花組に叩きのめされた。
箱崎（はこざき）
池名井中学の教務主任で古株の教師。生徒から没収したコンサートのチケットを勝手に売却しようとしたり、修学旅行や研修旅行の宿泊先の業者や、学校が指定する土産物屋から賄賂を受け取るなどを平然と行う汚職教師。天誅組に制裁を加えられた。
大塚（おおつか）
池名井中学の教師。PTA会長の息子の成績を上げる等、生徒を差別的に扱うため、天誅組に制裁を加えられた。
島崎（しまざき）
島崎（しまざき）
　池名井中学の新任教師で女子テニス部顧問。女子部員を妊娠させた。

#### 天誅組（てんちゅうぐみ）
池名井中学の花組の1学年下の生徒が集まり、組織している。6年前に、現在のメンバーの剣崎の兄が結成した天誅組が初代で、現在は二代目。

剣崎（けんざき）
空手道場に通っており、初代天誅組の頭の弟。
釜石（かまいし）
二代目天誅組のリーダー格。他の天誅組のメンバー共々、花組を叩きのめし、池名井中学の頭になろうと画策する。

### WANTED（有怨鉄怒）
暴走族。
黒田（くろだ）
WANTEDの総長。人数が増え、統制が取れなくなったチームを解散することも考えている。
竜次を叩きのめすも、花咲とのタイマンの結果、勝敗は定かではないが、骨折等の重傷を負う。
川崎（かわさき）
WANTEDの特攻隊長。青児と壮絶なタイマンの末に敗れる。
高梨（たかなし）
WANTEDの一員。大波高校2年。池名井中学の卒業生。中学時代は「池中の黒豹」と言われていた。
錦城にWANTEDのステッカーをチームに無断で売らせていたが、のちに発覚し、神保・錦城共々制裁された。
神保 政利（じんぽ まさとし）
WANTEDの一員。大波高校2年。高梨とつるんでいる。

### 万引きグループ
青嵐高校の真藤をトップに、様々な高校や中学を支配下に置く。
真藤 高志（しんどう たかし）
青嵐高校の生徒会長にして、暴力団・真藤組の跡取り息子。様々な高校や中学校を支配下に入れ、万引きグループを仕切っていた。居合の使い手。最後は自身の非道が組長である父にバレる。
蛞川（なめかわ）
真藤の側近。
松田（まつだ）
真藤組の舎弟頭で高志の目付役。
榊原（さかきばら）
四天王のトップ。竜次と戦っている際に、青児と浜に車を壊される。
大岩（おおいわ）
四天王の一人。巨漢で、体当たりが必殺技。榊原と共に竜二を襲撃するが、竜二に撃退される。大木を引き抜き、投げ捨てるほどの腕力を持つ。
黒白中学の三人組
坊主頭、リーゼント、太目の三人組。池名井中学の浜と万引きをしていた。グループを抜けに来た浜を3人でリンチ中に、浜を見守っていた花組に叩きのめされた。黒白中学は私立中学。
近藤（こんどう）
青嵐高校の生徒で、万引きグループの幹部。浜を拉致し、花組を明神神社に呼び出し、大人数で叩きのめそうとするも、返り討ちにあう。口にガソリンを含み、火を噴いて攻撃するのが得意。青児にガソリンを入れているビンを割られ、火だるまになり病院送りになる。
入院中、四天王の制裁を受け、大岩の放り投げた木の下敷きになった。

### 地雷夜（じらいや）
約20の中学が加盟している番長連合組織。たまり場は一番町のスナックビアンカまたはゲームセンターKEATON。500人以上の構成員がいる。
矢沢 瑛司（やざわ えいじ）
地雷夜の初代総長。1年程教護院に送られていた。松崎が鯱と手を組み、狙ってきた際は一人で鯱を壊滅させた。轟の親友。錦城と轟の喧嘩にも関わっており、矢沢のおかげで目だけで済んだと轟は言っている。

#### 丸菱 勇治（まるびし ゆうじ）
地雷夜の三代目総長。父親は建設会社の社長で国会議員。正義感が強く、花組より、一般生徒へのカツアゲを責められた際には、即座に頭を下げる気概を見せた。
他の幹部
松崎（まつざき）
地雷夜の副総長。丸菱に表面上は従っているが、総長の座を奪おうと画策している。地雷夜のOBに金を支払うため、丸菱の軍資金だけではなく、一般生徒からのカツアゲ等を隠れて行っている。カツアゲが丸菱に露見した際は、クーデターを起こし、丸菱を押し落とし、自らが地雷夜の四代目総長に就任した。花組に叩きのめされた後は、鯱の銀原と手を組み、初代総長の矢沢を狙う。
高倉 健（たかくら けん）
地雷夜の幹部。フェイント技を駆使し竜次と戦うが、最後は竜次の捨て身の攻撃で叩きのめされる。
遠藤（えんどう）
丸菱の側近的存在。松崎がクーデターを起こした際は、真っ先に松崎に立ち向かった。
親衛隊
地雷夜の裏部隊。丸菱の軍資金で松崎が編成した。アイスホッケーが得意で、瞳を人質に取り、花組を堀川アイスセンターに呼び出す。花組と戦う前に松崎は青児に叩きのめされているが、すでに松崎の指令は関係ないと言い切り、花組と戦う。

#### 鯨井中学（くじらいちゅうがく）
地雷夜に加盟している。後述の天光中学とはライバル関係にある。
永山（ながやま）
鯨井中学の番格。ヌンチャクを使用し、攻撃する。青児を人質に取り、竜次を呼び出す。青児を捕まえた際の倉庫内の描写に「永山セメント」とあるので、実家はセメントメーカーの可能性がある。青児に叩きのめされ、学校及び地雷夜での地位を失う。
釘原（くぎはら）
赤のモヒカンが特徴的な不良学生。名前のとおり、釘を拳に仕込み攻撃する。仲間が下着泥棒を行っていたことが発覚した際は、自ら制裁を加えケジメを取るなど、気概の良さも見せた。

#### 天光中学（てんこうちゅうがく）
地雷夜に加盟している。前述の鯨井中学とはライバル関係にある。
板井（いたい）
天光中学の番格。青児に叩きのめされた鯨井中学の永山からシマを取り上げ、部下の毒島に仕切らせる。
毒島 政男（ぶすじま まさお）
通称、マムシの政男。学ランのポケットにマムシを飼っている恐ろしい男。

### 鯱（しゃち）
地雷夜の敵対組織。総長とえつ子以外は全員揃いのジャンパーにスキンヘッドといういで立ちで統一されている。
幹部
銀原（ぎんばら）
鯱の総長。赤貝中学。背が低く、いつもダボダボのスーツを着用している。ツボに詳しいらしく、竜次の右手に触れただけで動かなくさせた。
蛸島（たこじま）
鯱の幹部。常時、銀原を肩に乗せている。
赤貝中学（あかがいちゅうがく）
石川 えつ子（いしかわ えつこ）
鯱の総長の策略で、青児に接近する。

### 武田工業（たけだこうぎょう）
織田（おだ）
近隣の高校から一目も二目もおかれ、女性にもよくモテる。竜次が目標とすべき人と位置付けた。

### S大学空手部
竜次の親戚の僻地温泉の地上げを企む大森開発興業の依頼を受け、僻地温泉に卑劣な罠を仕掛けるも、たまたま宿泊していた女子大生3人組の色仕掛けに騙され、罠を看破される。大森開発興業の社長の息子は、大学の先輩らしい。

## 書誌情報
- 森伸一郎（原作）・押山雄一（漫画）『あばれ花組』集英社〈ジャンプコミックス〉、全19巻

1. おそるべき新入生の巻（1988年2月1日発売、ISBN 978-4-08-871081-5）
2. 番長がでてきた日の巻（1988年7月1日発売、ISBN 978-4-08-871082-2）
3. 嵐をよぶ男たち!の巻（1988年12月1日発売、ISBN 978-4-08-871083-9）
4. 傷だらけの野郎ども!!の巻（1989年3月1日発売、ISBN 978-4-08-871084-6）
5. 男気のメロディーの巻（1989年7月1日発売、ISBN 978-4-08-871085-3）
6. 青児、絶体絶命の巻（1989年11月1日発売、ISBN 978-4-08-871086-0）
7. 不良戦線異常アリの巻（1990年2月1日発売、ISBN 978-4-08-871087-7）
8. 真打ち登場!!の巻（1990年4月1日発売、ISBN 978-4-08-871088-4）
9. 花組最大の危機!!の巻（1990年6月1日発売、ISBN 978-4-08-871089-1）
10. 男の純情!!の巻（1990年8月1日発売、ISBN 978-4-08-871090-7）
11. 贋者ラブソディーの巻（1990年10月1日発売、ISBN 978-4-08-871091-4）
12. 謎の天誅組!の巻（1991年2月1日発売、ISBN 978-4-08-871092-1）
13. 男の見せ場!!の巻（1991年5月1日発売、ISBN 978-4-08-871093-8）
14. 憎まれっ娘の目に涙!!の巻（1991年8月1日発売、ISBN 978-4-08-871094-5）
15. 赤毛の転校生の巻（1991年11月1日発売、ISBN 978-4-08-871095-2）
16. はめられた花組!!の巻（1992年4月1日発売、ISBN 978-4-08-871096-9）
17. 男と男に負けはなし!!の巻（1992年6月1日発売、ISBN 978-4-08-871097-6）
18. 池中VS.松中、番外編!!の巻（1992年8月1日発売、ISBN 978-4-08-871098-3）
19. 花組より、答辞!!の巻（1992年12月1日発売、ISBN 978-4-08-871099-0）